# Susana Bojaico
Née le 20 juin 1976, Susana Bojaico est une karatéka péruvienne surtout connue pour avoir remporté la médaille d'or en kumite individuel féminin moins de 60 kilos aux championnats panaméricains de karaté 2006 organisés à Saint-Domingue, en République dominicaine.

## Résultats
| Résultat           | Date         | Épreuve                   | Catégorie | Compétition                     | Ville hôte                                |
| ------------------ | ------------ | ------------------------- | --------- | ------------------------------- | ----------------------------------------- |
| Médaille d'or      | 2006         | Kumite individuel - 60 kg | Seniors   | Championnats panaméricains 2006 | Saint-Domingue, en République dominicaine |
| Médaille de bronze | Juillet 2007 | Kumite individuel - 60 kg | Seniors   | Jeux panaméricains 2007         | Rio de Janeiro, au Brésil                 |